# Stazione di Grisignano di Zocco
La stazione di Grisignano di Zocco è una stazione ferroviaria passante posta lungo la linea ferroviaria Milano-Venezia e lungo la ex linea ferroviaria Treviso-Ostiglia dismessa nel 1967, a servizio dell'omonimo Comune.

## Storia
La stazione, originariamente denominata "Pojana", venne attivata il 13 gennaio 1846 all'apertura della tratta da Padova a Vicenza della ferrovia Ferdinandea.

## Strutture e impianti

### Binari adibiti al servizio passeggeri
La stazione disponeva un tempo di 5 binari per il servizio passeggeri. Il binario 1, più prossimo al fabbricato viaggiatori, è stato soppresso e attualmente rimangono operativi i binari dal 2 al 5. Si evidenzia che il cartello di indicazione in corrispondenza del sottopassaggio riporta l'indicazione "2-5", tuttavia le indicazioni sulle singole banchine vanno da 1 a 4. Poiché anche i monitor di Rete Ferroviaria Italiana fanno riferimento alla numerazione 1-4, in seguito si adotterà questa convenzione.
I binari adibiti al servizio passeggeri sono 4, tutti passanti ed elettrificati. Partendo dal versante settentrionale, verso sud:
- il binario 1 è il deviato della direzione Vicenza (Milano) > Padova (Venezia),
- il binario 2 è il corretto tracciato nella direzione Vicenza (Milano) > Padova (Venezia),
- il binario 3 è il corretto tracciato nella direzione Padova (Venezia) > Vicenza (Milano),
- il binario 4 è il deviato della direzione Padova (Venezia) > Vicenza (Milano).

I binari sono raggiungibili tramite sottopassaggio, con salita alle banchine 1-2 e alle banchine 3-4. Tutte le banchine hanno una lunghezza di circa 210 m e sono scoperte.
I binari deviati sono utilizzati:
- dai treni merci per la precedenza ai treni regionali, che in questi casi fermano ai binari 2 e 3, e ai treni regionali veloci e ad alta velocità (che transitano nei binari 2 e 3 senza fermare);
- dai treni regionali per la precedenza ai treni regionali veloci e ad alta velocità, i quali transitano nei binari 2 e 3 senza fermare.

### Binari inaccessibili al pubblico
Sul versante settentrionale sono presenti due binari tronchi non elettrificati che si staccano dal binario 1 e raggiungono un edificio operativo di Rete Ferroviaria Italiana posto in prossimità del fabbricato viaggiatori. Questi binari sono utilizzati per il ricovero temporaneo di mezzi d'opera.
Sul versante meridionale sono presenti, a partire dal binario 4 verso sud si trovano:
- un binario elettrificato passante, senza banchina, per la deviata di treni merci quando il binario 4 è già occupato o riservato per altre precedenze;
- due binari passanti, che formano un piccolo scalo merci utilizzato per il trasbordo di rinfuse autocarro mediante mezzi operativi non stanziali (generalmente cereali per le industrie di trasformazione agro-alimentare presenti in zona);
- le diramazioni della dismessa Ferrovia Treviso-Ostiglia, che si prolungano dai due binari elettrificati precedentemente elencati; i binari si troncano dopo qualche centinaio di metri in direzione Ostiglia e sono utilizzati per il ricovero prolungato di mezzi d'opera;
- due fasci di binari tronchi non elettrificati che entrano in altrettante particelle private a servizio di iniziative industriali.

### Fabbricato viaggiatori
Il Fabbricato viaggiatori è situato nel versante settentrionale, e consiste in un edificio a due piani fuori terra parallelo ai binari passanti. Nella porzione centrale del piano terra vi è un vestibolo dotato di monitor e due obliteratrici, e una piccola sala d'attesa con sedute e una biglietteria automatica. Gran parte del piano è inaccessibile, in quanto occupata da locali con quadri elettrici, locali del Capostazione ora dismessi, e vani scale di accesso al piano superiore. Quest'ultimo è interamente adibito ad abitazione privata.
I servizi igienici si trovato in corrispondenza dello spigolo occidentale del fabbricato, e sono accessibili dall'esterno.
La stazione è impresenziata.

### Modalità di accesso ai binari
L'area di movimento passeggeri è accessibile dal parcheggio esterno attraverso tre varchi:
- il vestibolo del fabbricato viaggiatori,
- due varchi esterni in corrispondenza dei lati corti del fabbricato viaggiatori.

I binari adibiti al servizio passeggeri sono raggiungibili mediante sottopassaggio, con imbocco all'esterno del fabbricato viaggiatori.

## Movimento
La stazione è servita da treni regionali svolti da Trenitalia nell'ambito del contratto di servizio stipulato con la Regione Veneto. In particolare, i treni che fermano partono da Verona Porta Nuova (occasionalmente da Brescia) oppure da Vicenza, e fermano in tutte le stazioni con destinazione finale Venezia Santa Lucia, o percorso inverso.
A Padova sono disponibili coincidenze con treni regionali delle linee Padova-Bassano e Padova-Bologna, con treni regionali veloci per Venezia Santa Lucia nonché con treni a lunga percorrenza per Firenze, Roma, Napoli e Bari e l'interscambio con mezzi del trasporto pubblico extraurbano gestito da Busitalia Veneto.
A Vicenza sono disponibili coincidenze con treni regionali delle linee Vicenza-Schio e Vicenza-Treviso, con treni regionali veloci per Verona Porta Nuova nonché con treni a lunga percorrenza per Milano e Torino e l'interscambio con mezzi del trasporto pubblico extraurbano gestito da SVT.

## Servizi
La stazione dispone dei seguenti servizi:
- Biglietteria automatica
- Sala d'attesa
- Parcheggio